# Marie-Élisabeth de Leiningen-Dagsbourg-Hartenbourg
Marie-Élisabeth de Leiningen-Dagsbourg-Hardenbourg (en allemand Maria Elisabeth von Leiningen-Dagsburg-Hartenburg) est née à Hartenbourg (Allemagne) le 10 mars 1648 et meurt à Augustenborg le 13 avril 1724. Elle est une noble allemande, fille de Frédéric-Henri de Leiningen-Dagsbourg-Hartenbourg (1621-1698) et de Sybille de Waldeck-Wildungen (1619-1678).

## Mariage et descendance
Le 1er décembre 1668 elle se marie à Emichsbourg avec le comte Frédéric d'Ahlefeldt (1623-1686) (de), fils de Frédéric d'Ahlefeldt (1594-1657) et de Brigitte d'Ahlefeldt (1600-1632), dont elle est la deuxième épouse. Le couple a trois enfants:
- Charles d'Ahlefedt (en) (1670-1722)
- Charlotte-Sibylle d'Ahlefeld (1672-1716), mariée avec le comte Georges-Louis de Solms-Rödelheim (1664-1716).
- Sophie-Amélie d'Ahlefeldt (1675-1741), mariée avec Frédéric-Guillaume de Schleswig-Holstein-Sonderbourg-Augustenbourg (1668-1714).